# Baryton. Gracias a la vida
Baryton. Gracias a la vida es un álbum del cantante francés Florent Pagny que ha salido el 22 de octubre 2012. 
Es una continuación de la serie que comenzó en 2004 con Baryton. Las canciones son todas versiones de famosas canciones latinoamericanas (tangos, boleros, ...).
Pagny había anunciado su intención de continuar Baryton con un estilo más latino.

## Lista de canciones
1. El día que me quieras 04:05; música: Alfredo Le Pera; letra: Carlos Gardel (1935).
2. La Soledad 03:35. Pink Martini música: Thomas M. Lauderdale; introduction: un preludio de Chopin]).
3. Gracias a la vida 03:47; nueva canción; letra/música: Violeta Parra. intérpretes: Mercedes Sosa, Joan Baez.
4. Quizás 02:55 (Quizás Quizás Quizás); bolero cubano;  letra/música: Osvaldo Farrés (1947); intérpretes: Nat King Cole (en inglés: Perhaps, Perhaps, Perhaps), Luis Mariano (en francés: Qui sait qui sait qui sait), Abdelhakim Garani.
5. Alfonsina y el Mar 05:03 (zamba); Música: Ariel Ramírez; Letra: Félix Luna aka "Falucho"; dedicada a Alfonsina Storni; intérpretes: Mercedes Sosa, Nana Mouskouri, Maurane.
6. A La Huella A La Huella 02:58 ("La Peregrinación"); villancico; Música: Ariel Ramírez; Letra: Félix Luna.
7. Piensa en Mi 04:09; bolero mexicano (1937); Música: Agustín Lara; intérprete : Luz Casal.
8. Un vestido y un amor 04:21: Letra/Música: Rodolfo "Fito" Paez. interprees : Mercedes Sosa.
9. Volver 04:10; tango; Música: Alfredo Le Pera; intérprete : Carlos Gardel.
10. Clandestino 03:38; Letra/Música: Manu Chao. intérpretes : Manu Chao, Adriana Calcanhotto.
11. Los Años 03:09; intérprete : Rocío Dúrcal.